# Dayton, Washington
Dayton är administrativ huvudort i Columbia County i delstaten Washington i USA. Orten har fått namn efter bosättaren Jesse N. Day. Vid 2010 års folkräkning hade Dayton 2 526 invånare.